# Islam en Suède

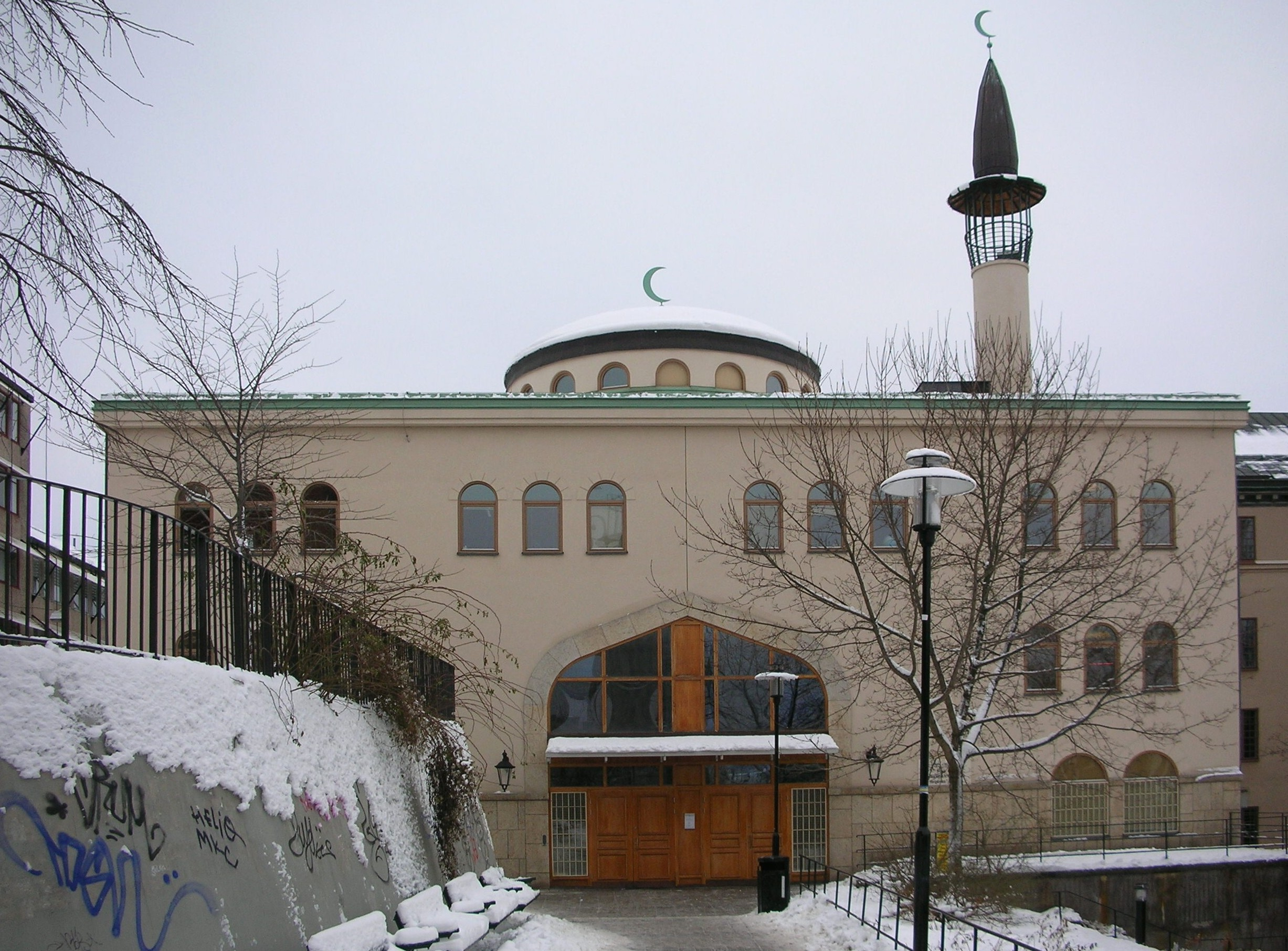
.

 (janvier 2012).
Si vous disposez d'ouvrages ou d'articles de référence ou si vous connaissez des sites web de qualité traitant du thème abordé ici, merci de compléter l'article en donnant les références utiles à sa vérifiabilité et en les liant à la section « Notes et références ».
L'islam est la troisième religion, par le nombre de fidèles, présente en Suède, après le christianisme luthérien et la foi orthodoxe.

## Histoire
Les Tatars sont les premiers musulmans ayant vécu dans la Suède moderne. 
La religion musulmane y est apparue récemment par l'immigration issue de pays à majorité musulmane comme la Bosnie-Herzégovine, la Turquie, l'Irak, l'Iran, la Somalie et le Liban) etc. La plupart des musulmans suédois sont des immigrés ou descendant d'immigrés. La communauté musulmane est principalement composée d'Arabes originaires d'Irak, en second sont les musulmans originaires des Balkans, comme les Albanais et les Bosniaques. Le pays compte aussi des musulmans berbères du Rif venu du Maroc, et des Kurdes venu d'Irak et de Turquie.
Selon le Pew Research Center, en 2016, 8,1% de la population de la Suède était musulmane. En fonction du niveau d'immigration vers la Suède, la part des musulmans dans la population en 2050 s'établirait entre 11,1% (scénario zéro migration) et 30,6% (scénario haute migration).
Depuis les années 2020 en particulier les attaques et insultes visant des personnes de confession musulmane ont fortement augmenté en Suède et sont alimentées par un discours public déshumanisant. Une enquête sur l’islamophobie menée en 2021 par le Conseil pour la prévention du crime révèle un phénomène « très étendu », allant des attaques contre les mosquées, aux insultes visant les femmes portant le voile, en passant par les propos islamophobes sur le lieu de travail ou dans le voisinage. Le parti d’extrême droite Démocrates de Suède a déclaré qu’il voulait détruire les mosquées, interdire la construction de nouveaux édifices et placer sous écoute les communautés religieuses musulmanes, afin de lutter contre « l’islamisme ». Richard Jomshof, président de la commission des affaires juridiques au Parlement, a aussi réclamé l’interdiction, dans l’espace public, de tous les symboles de l’islam, qu’il compare à « la croix gammée ». D'autres partis politique, comme les Chrétiens-démocrates, ont aussi adopté un discours anti-islam.

## Composition ethnique
Il n'y a pas d'estimation officielle quant au nombre de musulmans vivant en Suède. Le premier recensement réalisé en 1930 faisait état de 15 musulmans sur le territoire du royaume. Depuis et avec la récente vague d'immigration qu'a connue le pays leur nombre s'est accru et actuellement il y en aurait environ 306 000 musulmans, représentant ainsi 3,4 % de la population totale. Le nombre de Suédois convertis est estimé entre 1 000 et 3 000 personnes. Plusieurs mosquées existent en Suède, les plus célèbres sont celles de Malmö et de Stockholm. La plus ancienne est la mosquée Nasir, destinée à la communauté ahmadie dans la ville de Göteborg. 145 imams, dont 45, formés par le gouvernement, guident la prière de 150 000 pratiquants.

## L'immigration musulmane en Suède
Les premiers migrants arrivés en Suède sont des Tatars venus dans les années 1940 par l'intérmédiaire de la Finlande et de l'Estonie. Par la suite le principal pays d'origine des nouveaux musulmans était la Turquie mais à la fin des années 1980 avec la chute du Rideau de fer et les guerres dans les Balkans les Bosniaques et les Kosovars ont fini par devenir majoritaires parmi les musulmans en Suède.[réf. souhaitée]

## Source
- (en)/(sv) Cet article est partiellement ou en totalité issu des articles intitulés en anglais « Islam in Sweden » (voir la liste des auteurs) et en suédois « Islam i Sverige » (voir la liste des auteurs).
- (en) Islam in Sweden sur euro-islam.info